# Denis Rugovac

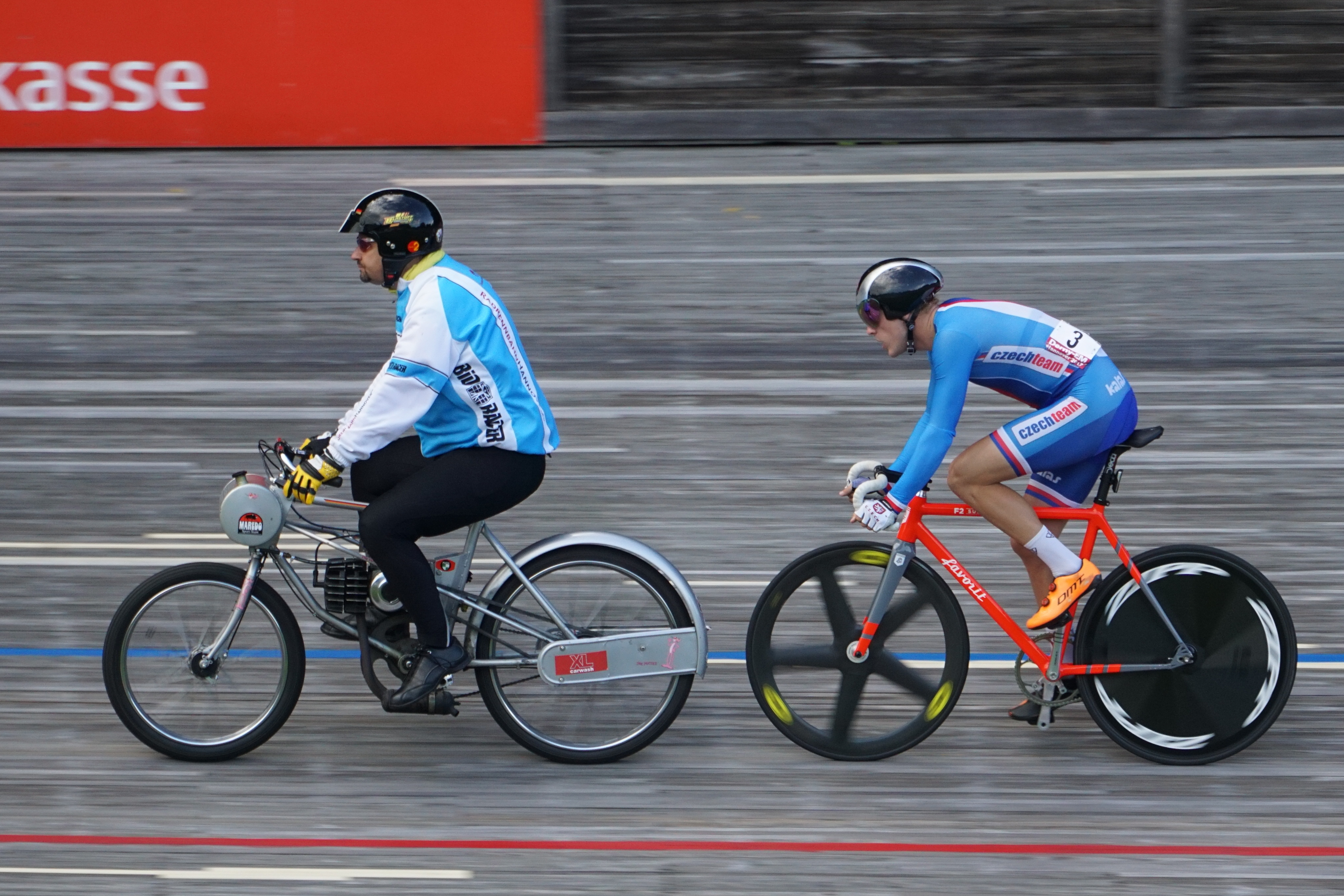
Rugovac aux championnats d'Europe derrière derny en 2017 à Hanovre (derrière Ralph Schumacher).

Denis Rugovac, né le 3 avril 1993, est un coureur cycliste tchèque. Il participe à des compétitions sur route et sur piste.

## Biographie
Dans son enfance, Denis Rugovac a joué au handball, au basket-ball et pratique la natation. Il se rend compte très tôt qu'il n'avait aucun talent pour les sports d'équipe et parce que son oncle avait un magasin de vélos, il décide de se lancer dans le cyclisme.
En 2011, il devient champion de République tchèque de course à l'américaine juniors (17/18 ans) avec Jan Kraus. En 2013, il remporte la médaille de bronze de la poursuite par équipes aux championnats d'Europe sur piste espoirs (moins de 23 ans). L'année suivante, il devient champion de République tchèque de poursuite par équipes. Au cours des années suivantes, il décroche plusieurs titres lors des championnats nationaux.
En 2021, il devient champion de République tchèque de course à l'américaine avec Jan Voneš, mais échoue à se qualifier pour les Jeux olympiques de Tokyo. En 2022, il remporte quatre nouveaux titres nationaux sur piste. Tout comme Jan Voneš, il est sélectionné par sa fédération pour les Jeux olympiques de Paris en 2024.

## Palmarès sur piste

### Jeux olympiques
- Paris 2024
  - 7e de la course à l'américaine

### Championnats d'Europe
- Anadia 2013
  -  Médaillé de bronze de la poursuite par équipes espoirs
- Granges 2023
  - 8e de l'élimination

### Championnats nationaux
- 2011
  -  Champion de République tchèque de l'américaine juniors (avec Jan Kraus)
- 2014
  -  Champion de République tchèque de poursuite par équipes
- 2018
  -  Champion de République tchèque de poursuite
- 2021
  -  Champion de République tchèque de poursuite
  -  Champion de République tchèque de poursuite par équipes
  -  Champion de République tchèque de course aux points
  -  Champion de République tchèque de l'américaine (avec Jan Voneš)
  -  Champion de République tchèque d'omnium
- 2022
  -  Champion de République tchèque de l'américaine (avec Jan Voneš)
- 2023
  -  Champion de République tchèque de l'américaine (avec Jan Voneš)

## Palmarès sur route
- 2009
  -  Médaillé de bronze de la course en ligne cadets au Festival olympique de la jeunesse européenne
- 2013
  - 3e du championnat de République tchèque sur route espoirs